# Punta de Carretera
Punta de Carretera est une localité uruguayenne du département de Tacuarembó.

## Localisation
Punta de Carretera se situe à l’est du département de Tacuarembó et de l' arroyo Bañado de los Cinco Sauces, au niveau du kilomètre 328,5 de la route 26. Elle est distante de 20 km de la localité de Las Toscas de Caraguatá et de 95 km de Tacuarembó, la capitale départementale.

## Population
| 1996 | 2004 | 2011 |
| ---- | ---- | ---- |
| -    | -    | 110  |

## Source
- (es) Cet article est partiellement ou en totalité issu de l’article de Wikipédia en espagnol intitulé « Punta de Carretera » (voir la liste des auteurs).